# В гостях у Дмитрия Гордона
«В гостях у Дмитрия Гордона» (укр. В гостях у Дмитра Гордона) — авторская программа Дмитрия Гордона, которая выходит на украинском телевидении и в Интернете. Первым выпуском стало интервью с поэтом-песенником Юрием Рыбчинским в 1996 году.

## Описание
Формат программы — беседы с известными современниками: деятелями культуры, искусства, науки, спорта и политики. В разные годы её героями были Александр Карелин, Александр Лукашенко, Александр Масляков, Александр Розенбаум, Андрей Мягков, Барбара Брыльска, Виктор Черномырдин, Виктор Ющенко, Владимир Зеленский, Владимир Познер, Владислав Третьяк, Вячеслав Тихонов, Евгений Евтушенко, Иосиф Кобзон, Ирина Роднина, Ирина Хакамада, Леонид Кравчук, Леонид Парфёнов, Леонид Якубович, Людмила Гурченко, Михаил Горбачёв, Михаил Жванецкий, Михаил Саакашвили, Муслим Магомаев, Никита Михалков, Николай Амосов, Нонна Мордюкова, Олег Блохин, Пако Рабан, Сергей Бубка, Станислав Говорухин, Татьяна Самойлова, Эдуард Шеварднадзе, Юрий Любимов и другие.
Чаще всего интервью выходят частями в нескольких программах. За время существования программы собеседниками Дмитрия Гордона стали около 1000 человек из разных стран мира. Вот как сам Гордон говорил о том, как ему удается договориться об интервью со звездами первой величины:
Дело в том, что есть репутация и у меня, и у программы, которая идет впереди меня. Все гости знают, что будет интересно, хорошо и комфортно. Даже если и будет прессинг, так только для того, чтобы их открыть: гости расскажут о себе с такой стороны, что стыдно потом не будет. К примеру, Юрий Яковлев не хотел давать интервью, но ему позвонил Роман Виктюк и сказал: «Юра! Это класс, ты получишь удовольствие!» Яковлев пришел — и не пожалел. Дмитрий Гордон 
Интервью дополняют архивные кадры и фотографии. В разные годы программа транслировалась на Первом национальном, на телеканале Tonis и ЦК, с 2017 года выходит в интернете, на одноименном YouTube-канале.

## Конфликт с Первым национальным
В марте 2008 года руководство Первого национального приняло решение приостановить выход «В гостях у Дмитрия Гордона» с 1 апреля. И. о. президента телекомпании Василий Илащук объяснил это решение «борьбой за украинское национальное телепространство».
Вот как сам Гордон вспоминал свою беседу с Илащуком:
При встрече господин Илащук сказал мне, что моя передача не может выходить на Первом национальном по причине того, что большинство её героев русскоязычны. «От якщо б ви зробили національно спрямованi, патріотичнi програми з людьми, якi вільно володіють українською...». — «С умными, — ответил я, — уже сделал, а с дураками — зачем?»Дмитрий Гордон 
На телеканал программа вернулась только после смены руководства НТКУ, в 2010 году. Гендиректор НТКУ Егор Бенкендорф так комментировал возобновление выхода «В гостях у Дмитрия Гордона» на телеканале:
Я считаю, что Гордон — один из немногих людей, который может подобрать известных гостей, и (хотя я не знаю, как это ему удается) гости ему открываются, он ведет с ним хороший диалог. И каждая программа интересна, она играет свою роль в истории.Егор Бенкендорф 
В феврале 2015 года программа была снова снята с трансляции по инициативе гендиректора НТКУ Зураба Аласании. Формальным поводом для снятия передачи стал выход в эфир интервью Дмитрия Гордона с бывшим городским главой Киева Леонидом Черновецким.

## YouTube-канал программы
Гордон создал YouTube-канал программы «В гостях у Дмитрия Гордона» в  июне 2012 года. На канале он публикует полные версии интервью и фрагменты из них. По состоянию на август 2020 года на канале «В гостях у Гордона» 1,19 млн подписчиков. В 2020 году канал получил от YouTube «Золотую кнопку» — это награда, присуждаемая платформой тем авторам, чье число подписчиков превысило 1 млн.

## Творческая группа
- Продюсер, автор и ведущий: Дмитрий Гордон
- Режиссёр: Андрей Узлов
- Композиторы: Андрей Миколайчук, Дмитрий Гордон — младший[11].